# Chuken Pat
Chuken Pat, de son vrai nom Yao Patrick, est un humoriste, musicien, animateur et chroniqueur ivoirien. Il est l'un des pionniers de l'humour en Côte d'Ivoire.

## Biographie
Chuken Pat est originaire de la région du Lôh-Djiboua. La carrière de Chuken Pat débute à l'orchestre de la marine ivoirienne où il occupe le poste de maître principal.
Après des années dans la marine ivoirienne, il prend sa retraite en 2020 à 55 ans. Il commence sa carrière dans la culture en 1977. Il avait pour habitude d'imiter les chefs d'État à travers la dérision et la caricature afin de transmettre un message,,.
En 2023, il fête ses 35 ans de carrière au Palais de la culture Bernard Binlin-Dadié d'Abidjan à Abidjan,.